# 梅普爾頓 (堪薩斯州)
梅普爾頓（英語：Mapleton）是一個位於美國堪薩斯州波旁縣的城市。

## 地方資料
梅普爾頓的面積為1.30平方千米，當中陸地面積為1.28平方千米，而水域面積為0.02平方千米。根據2010年美國人口普查的數據，當地共有人口84人，而人口密度為每平方千米64.62人。